# Pál Sándor
Dans le nom hongrois Sándor Pál, le nom de famille précède le prénom, mais cet article utilise l’ordre habituel en français Pál Sándor, où le prénom précède le nom.
Pál Sándor est un producteur de cinéma, scénariste et réalisateur hongrois, né le 19 octobre 1939 à Budapest.

## Biographie
Inscrit à l'École supérieure d'art dramatique et cinématographique (Színház- és Filmművészeti Főiskola) de Budapest, Pál Sándor obtient son diplôme en 1964 et tourne des courts métrages dans le cadre du studio Béla Balázs. 
Ses premiers films de fiction sont imprégnés d'un humour et d'une liberté de ton assez décoiffants. Bohóc a falon (hu), réalisé en 1967, est une œuvre sur les problèmes de la jeunesse, proche de l'esprit des nouvelles vagues européennes. Szeressétek Odor Emiliát! (hu) en 1969 et Charlotte chérie (ca) (1971) sont encore des films sur la jeune génération. Toutefois, « le meilleur film de Sándor pendant cette période fut certainement Régi idők focija en 1973, chronique ironique de la vie et des rêves d'un "petit homme" condamné - un juif, dans les années 1930 - avec en toile de fond la passion nationale pour le football ». 
Il aborde, par la suite, un registre plus dramatique, situant ses récits dans le contexte de l'histoire hongroise : les lendemains de la chute de la République des conseils de 1919, avec Un rôle étrange, Ours d'argent au Festival de Berlin 1977 ; le siège de Budapest en 1944, avec Délivrez-nous du mal (1978) ou les événements de 1956 avec Daniel prend le train (1985).
Pàl Sándor a, d'autre part, tourné Juste un film (1985) avec le comédien-fétiche de François Truffaut, Jean-Pierre Léaud  et Miss Arizona (1988), une production italo-hongroise avec Marcello Mastroianni et Hanna Schygulla.
Il reçoit le prix Kossuth en 2009.

## Filmographie

### Longs métrages
- 1967 : Bohóc a falon (hu)
- 1969 : Szeressétek Odor Emiliát! (hu)
- 1971 : Charlotte chérie (ca) (Sárika, drágám)
- 1973 : Régi idők focija
- 1976 : Un rôle étrange (Herculesfűrdöi emlék)
- 1978 : Délivrez-nous du mal (Szabadits meg a gonosztól)
- 1980 : Ripacsok (hu)
- 1983 : Daniel prend le train (Szerencés Dániel)
- 1985 : Juste un film (Csak egy mozi)
- 1988 : Miss Arizona
- 2007 : Noé bárkája
- 2018 : Vándorszínészek